# Joseph Marion Hernández
Joseph Marion Hernández (St. Augustine, 26 maggio 1788 – Matanzas, 8 giugno 1857) è stato un politico e proprietario terriero statunitense.

## Biografia
Nacque durante il secondo periodo spagnolo della Florida. I suoi genitori erano originari dell'isola di Minorca ed erano giunti nella regione come lavoratori a contratto nella colonia di  New Smyrna del colono Andrew Turnbull. Prima dell'acquisizione americana della Florida, Hernández possedeva tre piantagioni a sud di St. Augustine (dov'era la Florida orientale): San Jose, il sito archeologico di Mala Compra e Bella Vista (quest'ultimo ora Washington Oaks State Park).
Egli sposò la vedova Ana María Hill Williams il 25 febbraio 1814 a St. Augustine. Ana María Hill era nata il 6 giugno 1787 a St. Augustine, ed era la figlia del mercante della Carolina del Sud Theophilus Hill e della di lui consorte Theresa Thomas.
Gli Hills erano immigrati dalla Carolina del Sud negli anni 1870.
Hernández e sua moglie ebbero almeno una figlia, Dora Hernández. e molte figlie della famiglia si sposarono nella famiglia Sánchez de Ortigosa.
Quando la Spagna cedette la Florida agli Stati Uniti d'America con il Trattato Adams-Onís nel 1819, Hernández promise fedeltà agli Stati Uniti. Dopo l'organizzazione del Territorio della Florida, egli fu eletto il primo Delegato presso la Camera dei rappresentanti degli Stati Uniti e fu approvato dal Presidente degli Stati Uniti d'America James Monroe il 30 settembre 1822. 
Egli quindi divenne il primo ispanico membro del Congresso degli Stati Uniti. Vi rimase per sei mesi, lasciando la carica il 3 marzo 1823.
Hernández fece poi parte della Territorial House of Representatives, istituzione che precedette la Camera dei rappresentanti della Florida, della quale fu presidente. Egli continuò a gestire le sue piantagioni, che furono bruciate dai Seminole durante la Seconda guerra dei Seminole. Le rovine di una di queste piantagioni, Mala Compra, è oggi conservata come sito archeologico. Fu nominato Brigadiere generale di truppe volontarie durante la guerra e fu successivamente inserito nell'Esercito degli Stati Uniti, prestandovi servizio dal 1835 al 1838. Hernández fu l'ufficiale in comando responsabile dell'incarcerazione del leader Osceola su ordine del generale Thomas Jesup, come anche della cattura del capo Seminole Ee-mat-la (King Philip) e del suo alleato Uchee Billy. Lasciò l'esercito con il grado di Brigadiere generale.
Hernández si candidò con il  Partito Whig al Senato degli Stati Uniti nel 1845, ma non fu eletto. Più tardi si spostò a Cuba occupandosi di una piantagione nel Distretto di Coliseo, vicino a Matanzas. Morì nella proprietà della sua famiglia "Audaz", nel distretto di Coliseo, Provincia di Matanzas. La sua salma fu sepolta nella tomba della famiglia Del Junco nella Necropoli di San Carlo Borromeo a Matanzas.

## Hernández–Capron Trail
Nel 1837, mentre prestava servizio nell'esercito degli Stati Uniti, a Hernández fu ordinato di costruire una strada tra St. Augustine e Fort Capron, sito vicino all'attuale Fort Pierce, sul fiume St. Lucie. Egli diresse il tracciamento e lo sterramento della strada che, 12 anni prima, il colonnello James Gadsden aveva sterrato lungo la costa atlantica verso il fiume St. Lucie. Egli passò da Fort Capron attraverso Fort Vinton, Fort Drum, Fort Kissimmee, Fort Meade fino a Fort Brooke (Tampa).